# Cristina Latorre Sancho
Cristina Latorre Sancho, (Zaragoza, 1 de abril de 1961)es una diplomática española. Es la embajadora de España en la República de Turquía (desde marzo de 2024),con concurrencia con Georgia y Azerbaiyán.

## Biografía
Tras licenciarse en Derecho en la Universidad de Zaragoza (1984), ingresó en la carrera diplomática (1991). Posteriormente realizó el Programa de Alta Dirección de Empresas en el IESE Business School (2011). Como abogada, trabajó en las Cortes de Aragón y más tarde fue contratada por la Sociedad Estatal V Centenario. 
Trabajó en el Ministerio de Asuntos Exteriores, en el Ministerio de Educación y Ciencia, el Ministerio de Justicia, y en el equipo de la Presidencia del Gobierno.
Mientras trabajaba en el Ministerio de Justicia fue responsable de instruir el expediente de la exhumación del dictador Francisco Franco.
Fue vocal asesor de la Subsecretaría de Asuntos Exterioresy embajadora de España en Suecia (2020-2024).
Es la embajadora de España en la República de Turquía. Asimismo, es embajadora en Georgia y Azerbaiyán.